# Viola columnaris
Viola columnaris là một loài thực vật có hoa trong họ Hoa tím. Loài này được Skottsb. miêu tả khoa học đầu tiên.